# Syllegomydas vittatus
Syllegomydas vittatus är en tvåvingeart som först beskrevs av Christian Rudolph Wilhelm Wiedemann 1828.  Syllegomydas vittatus ingår i släktet Syllegomydas och familjen Mydidae. Inga underarter finns listade i Catalogue of Life.